# Якуп Міккельсен
Якуп Міккельсен (фар. Jákup Mikkelsen, 14 серпня 1970, Клаксвік, Фарерські острови) — фарерський футболіст, воротар. Виступає за футбольний клуб Фуґлафйордур (з 2010 року) та національну збірну Фарерських островів.
Після завершення Кваліфікації до Чемпіонату світу 2010 оголсив про завершення кар'єри в збірній, проте був викликаний знову для участі в кваліфікаційних матчах Чемпіонату Європи 2012 через травму основного голкіпера Гуннара Нільсена.

## Титули і досягнення
- Чемпіон Данії (1):

Б36 Торсгавн: 1999-2000
- Чемпіон Фарерських островів (2):

Клаксвік: 1991
Б36 Торсгавн: 2005
- Володар Кубка Фарерських островів (3):

Клаксвік: 1990, 1994
Б36 Торсгавн: 2006
- Володар Суперкубка Фарерських островів (1):

Б36 Торсгавн: 2007